# Burgfreiheit 11 (Mönchengladbach)

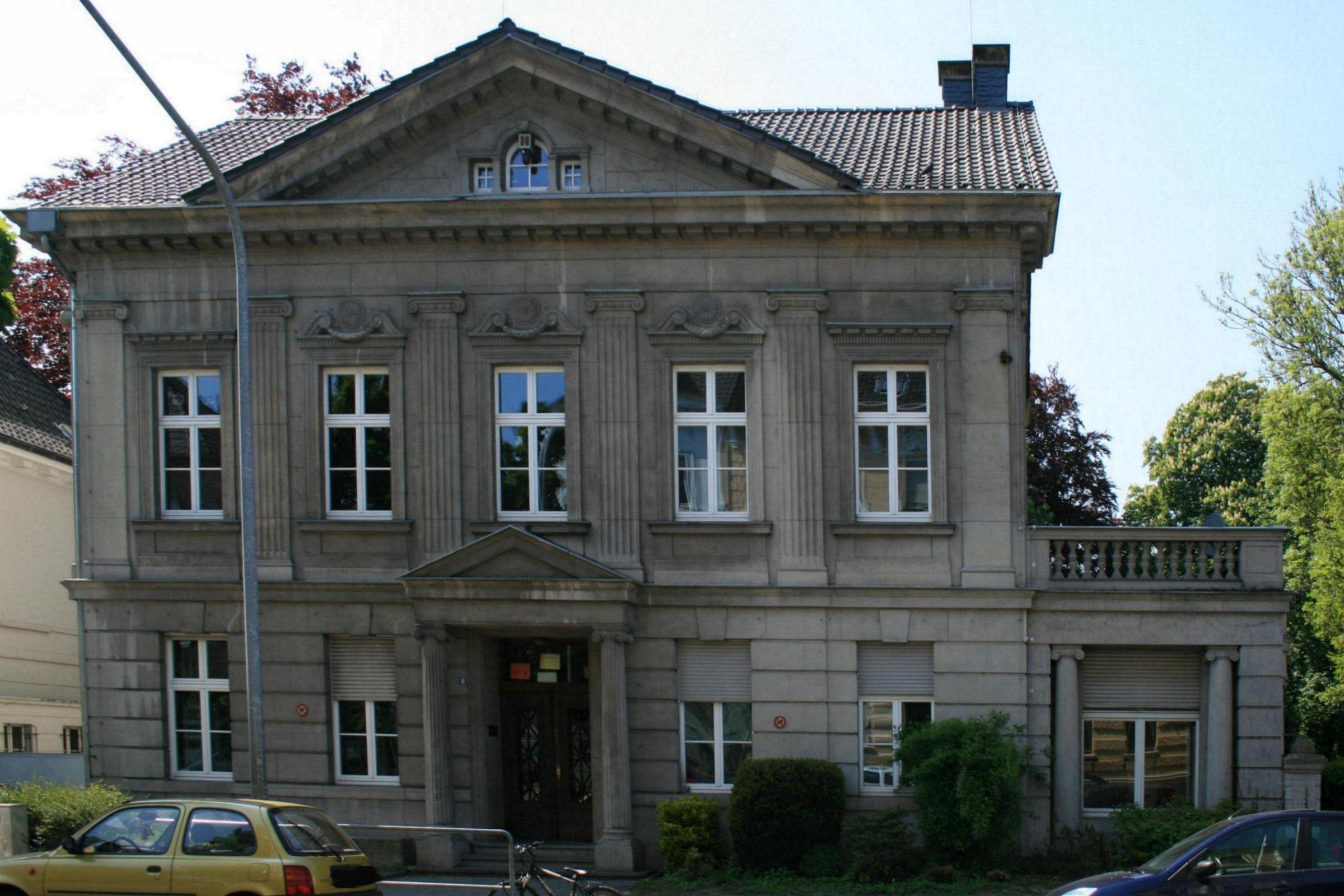
Jugendheim (2010)

Das Jugendheim Burgfreiheit 11 steht im Stadtteil Odenkirchen in Mönchengladbach (Nordrhein-Westfalen).
Das Gebäude wurde in den 1890er Jahren erbaut. Es ist unter Nr. B 072 am 29. August 1988 in die Denkmalliste der Stadt Mönchengladbach eingetragen worden.

## Architektur
Die „Burgfreiheit“, eine direkte Verbindung nach Rheydt und Köln, ist eine frühe mittelalterliche Wegeführung östlich des historischen Stadtkerns entlang, die ihren Namen einer kleinen, unmittelbar der Burg (1153 erstmals bezeugt) angesiedelten Siedlung verdankt.
Bei dem Gebäude handelt es sich um ein freistehendes zweigeschossiges Villengebäude mit ausgebautem Satteldach; in den 1890er Jahren von dem Fabrikanten Barten erbaut. Die Fassade zeigt eine Stuckgliederung in neoklassizistischen Formen. Das Haus hat eine symmetrisch gegliederte Straßenfront von fünf Achsen mit abgesetztem Kellersockel. Der rechtsseitig anschließende Anbau ist dreigeschossig, hat sieben regelmäßige Fensterachsen und schließt wie das Haupthaus unterhalb der vorgehängten Traufe mit einem modifizierten Klötzchenfries ab. Quer dazu befindet sich ein veränderter Trakt von einem Geschoss, vermutlich die frühere Remise. Eine verputzte Backsteinmauer neueren Datums umfriedet diesen „Hofbereich“.